# رمانة (منبج)
رمانة قرية سوريّة تتبع إداريّاً لمحافظة حلب منطقة منبج ناحية خفسة، بلغ تعداد سكانها (849) نسمة حسب التعداد السكاني لعام 2004.